# Liste der Baudenkmale in Laage
In der Liste der Baudenkmale in Laage sind alle denkmalgeschützten Bauten der Stadt Laage (Mecklenburg-Vorpommern) und ihrer Ortsteile aufgelistet (Stand 10. Februar 2021).

## Baudenkmale nach Ortsteilen

### Laage
| ID   | Lage                                   | Bezeichnung                                                                                        | Beschreibung | Bild                                         |
| ---- | -------------------------------------- | -------------------------------------------------------------------------------------------------- | --- | -------------------------------------------- |
| 2038 | Am Markt 1 (Karte)                     | Wohnhaus                                                                                           | 2-gesch. verklinkertes Haus | Wohnhaus                                     |
| 2039 | Am Markt 4 (Karte)                     | Wohnhaus                                                                                           | 2-gesch. Haus mit Mezzaningeschoss | Wohnhaus                                     |
| 2040 | Am Markt 6 (Karte)                     | Wohnhaus                                                                                           | 1-gesch. Fachwerkhaus mit Krüppelwalm | Wohnhaus                                     |
| 2041 | Am Markt 7 (Karte)                     | Rathaus                                                                                            | 3-gesch. neugotisches Rathaus von 1872 mit einem Spritzenhaus, ehem. Gefängnis und Eiskeller mit Sockel als Felssteinfassade, verklinkerte Obergeschosse, Mittelrisalit, hohes Gesims, offener Dachreiter, ehem. Haupteingang über Treppe erreichbar, runder Eckturm von 1997-2000 saniert. | Rathaus                                      |
| 2333 | Bahnhofstraße 33a (Karte)              | Bahnhofsgebäude (kombiniertes Empfangs- und Abfertigungsgebäude)                                   | | Weitere Bilder                               |
| 2043 | Bahnhofstraße                          | Alter Friedhof, mit Friedhofskapelle, Grabstätte Familie Korff, Grab Paul Korff, u. a. Grabstellen | |                                              |
| 2045 | Bahnhofstraße 41/41a/42 (Karte)        | Villa und ehem. Bürohaus                                                                           | Korffsche Villa von 1911/12 nach Plänen von Paul Korff | Villa und ehem. Bürohaus                     |
| 2047 | Breesener Straße 4 (Karte)             | Villa                                                                                              | 1-gesch. Villa mit Fachwerkelementen | Villa                                        |
| 2048 | Breesener Straße 8 (Karte)             | Wohnhaus                                                                                           | 2-gesch. Villa Marie mit Mittelrisalit | Wohnhaus                                     |
| 2049 | Breesener Straße 11 (Karte)            | Wohnhaus                                                                                           | 2-gesch. verklinkertes Haus mit Mezzaningeschoss | Wohnhaus                                     |
| 2050 | Breesener Straße 16 (Karte)            | Wohnhaus                                                                                           | 2-gesch. Haus | Wohnhaus                                     |
| 2051 | Breesener Straße 21 (Karte)            | Wohnhaus mit Gedenktafel für Otto Intze                                                            | 2-gesch. Fachwerkhaus vom Anfang des 19. Jahrhunderts, Geburtshaus des Bauingenieurs Otto Intze | Wohnhaus mit Gedenktafel für Otto Intze      |
| 2052 | Breesener Straße 22 (Karte)            | Wohnhaus                                                                                           | 2-gesch. Haus | Wohnhaus                                     |
| 2053 | Breesener Straße 33 (Karte)            | Wohnhaus                                                                                           | 2-gesch. Haus von 1900 mit Erker; Architekt Paul Korff | Wohnhaus                                     |
| 2054 | Breesener Straße 36 (Karte)            | Wohn- und Geschäftshaus                                                                            | 2-gesch. verklinkertes Giebelhaus | Wohn- und Geschäftshaus                      |
| 2054 | Breesener Straße 37 (Karte)            | Wohn- und Geschäftshaus                                                                            | 2-gesch. verklinkertes Eckhaus mit Giebelrisalit | Wohn- und Geschäftshaus                      |
| 2056 | Breesener Straße 60 (Karte)            | Villa                                                                                              | 3-gesch. Vills mit Mittelrisalit | Villa                                        |
| 2057 | Breesener Straße 72/73 (Karte)         | Doppelwohnhaus                                                                                     | 2-gesch. Doppelhaus | Doppelwohnhaus                               |
| 2058 | Breesener Straße                       | Gedenkstätte zum Sowjetischen Einmarsch 1945                                                       | | Gedenkstätte zum Sowjetischen Einmarsch 1945 |
| 2059 | Neuer Friedhof, B 108                  | Denkmal für die Gefallenen von 1871                                                                | Obelisk | Denkmal für die Gefallenen von 1871          |
| 2060 | Denkmalsweg 7 (Karte)                  | Villa                                                                                              | 2-gesch. Villa | Villa                                        |
| 2061 | Denkmalsweg                            | Kriegerdenkmal 1914/1918                                                                           | | Kriegerdenkmal 1914/1918                     |
| 2052 | Gartenstraße 1 (Karte)                 | Wohnhaus                                                                                           | 2-gesch. verklinkertes Haus | Wohnhaus                                     |
| 2065 | Hauptstraße 8 (Karte)                  | Wohnhaus                                                                                           | 1-gesch. Haus, Zwerchgiebel mit Fialen | Wohnhaus                                     |
| 2067 | Hauptstraße 18 (Karte)                 | Wohn- und Geschäftshaus                                                                            | 2-gesch. Haus, früher Marien-Apotheke, seit 2015 Stadtbibliothek | Wohn- und Geschäftshaus                      |
| 2068 | Hauptstraße 19 (Karte)                 | Wohnhaus                                                                                           | 2-gesch. Haus mit Mezzanin | Wohnhaus                                     |
| 2069 | Hauptstraße 32 (Karte)                 | Wohnhaus                                                                                           | 2-gesch. Fachwerkhaus | Wohnhaus                                     |
| 2070 | Hauptstraße 40 (Karte)                 | Wohnhaus                                                                                           | 2-gesch. verklinkertes Haus mit Portal | Wohnhaus                                     |
| 2071 | Hauptstraße 41 (Karte)                 | Wohnhaus                                                                                           | 1-gesch. Fachwerkhaus mit Zwerchgiebel | Wohnhaus                                     |
| 2072 | (Karte)                                | Stadtkirche                                                                                        | 3-schiffige, Romanisch/frühgotische 3-jochige Hallenkirche aus Backsteinen und Feldsteinen vom 13. Jh., gedrungener 4-gesch. Westturm mit Zeltdach vom 15. Jh., Restauriert im 19. Jh. | Weitere Bilder                               |
| 2074 | Pfarrstraße 4 (Karte)                  | Wohnhaus und Stall                                                                                 | 1-gesch. rotsteinsichtiges Fachwerkhaus mit Krüppelwalmdach und Zwerchgiebel | Wohnhaus und Stall                           |
| 2075 | Pfendkammerweg (Karte)                 | Wasserturm                                                                                         | Turm von 1926 mit 100 m³ Wasserinhalt, genutzt bis 1980er Jahre | Wasserturm                                   |
| 2076 | Pinnower Straße 4 (Karte)              | Wohnhaus                                                                                           | 2-gesch. Haus mit Mezzanin | Wohnhaus                                     |
| 2078 | Pinnower Straße 37 (Karte)             | Wohnhaus                                                                                           | |                                              |
| 2082 | Rosmarinstraße 15 (Karte)              | Wohnhaus                                                                                           | 2-gesch. Haus, Tür mit Korbbogen | Wohnhaus                                     |
| 2083 | Rosmarinstraße 19 (Karte)              | Wohnhaus                                                                                           | 1-gesch. verklinkertes Haus mit Krüppelwalm | Wohnhaus                                     |
| 2084 | Rosmarinstraße 21 (Karte)              | Wohnhaus                                                                                           | 1-gesch. Haus mit Zwerchgiebel | Wohnhaus                                     |
| 2085 | Straße des Friedens 5 (Karte)          | Haustür                                                                                            | 1-gesch. Haus | Haustür                                      |
| 2086 | Straße des Friedens 8 (Karte)          | Wohnhaus                                                                                           | 1-gesch. Haus aus dem 18. Jh. mit Zwerchgiebel | Wohnhaus                                     |
| 2087 | Straße des Friedens 9 (Karte)          | Wohnhaus                                                                                           | 1-gesch., 1996 saniertes Fachwerkhaus vom Ende des 18. Jh. mit Zwerchgiebel | Wohnhaus                                     |
| 2088 | Straße des Friedens 13 (Karte)         | Schule mit Gedenkstein Clara Zetkin                                                                | 2-gesch. ehem. Schule mit Mittelrisalit, Dachreiter und Nebenflügel | Schule mit Gedenkstein Clara Zetkin          |
| 2089 | Straße des Friedens 14 (Karte)         | Post                                                                                               | 2-gesch. verklinkerte ehem. Post mit 3-gesch. Treppengiebel | Post                                         |
| 2090 | Straße des Friedens 34 (Karte)         | Wohnhaus                                                                                           | 2-gesch. Haus mit Mezzanin | Wohnhaus                                     |
| 2091 | Straße des Friedens 48 (Karte)         | Schule mit Gedenktafel Franz Susemihl                                                              | 2-gesch. verklinkerte ehem. Schule, heute Jugendclub | Schule mit Gedenktafel Franz Susemihl        |
| 2093 | Straße des Friedens 50 (Karte)         | Wohnhaus, Kantoren- und Küsterhaus                                                                 | 1-gesch. verklinkertes Haus mit Zwerchgiebel | Wohnhaus, Kantoren- und Küsterhaus           |
| 2094 | Straße des Friedens/Wallstraße (Karte) | Blücherdenkmal                                                                                     | | Blücherdenkmal                               |

### Breesen
| ID   | Lage               | Bezeichnung                                                        | Beschreibung | Bild                                                               |
| ---- | ------------------ | ------------------------------------------------------------------ | ------------ | ------------------------------------------------------------------ |
| 1243 | Breesen 1 (Karte)  | Dreiseithof aus Richtung Laage links, Einzellage in der Landschaft |              | Dreiseithof aus Richtung Laage links, Einzellage in der Landschaft |
| 1240 | Breesen 20 (Karte) | ehem. Mühle mit Wohnhaus, Mühlengebäude und Stall                  |              |                                                                    |
| 2326 | Breesen 34 (Karte) | Stellmacherei mit Sägegatter                                       |              |                                                                    |
| 1241 | Breesen 40 (Karte) | Büdnerei                                                           |              | Büdnerei                                                           |
| 1242 | Breesen 41 (Karte) | Büdnerei                                                           |              | Büdnerei                                                           |

### Diekhof
| ID   | Lage                              | Bezeichnung                                                                                               | Beschreibung | Bild |
| ---- | --------------------------------- | --- | ------------ | --- |
| 1256 | Diekhofer Chaussee                | Bauerngehöfte, bäuerliche Siedlung, um 1933 (Nr. 1, 2, 3, 4, 5, 9, 10, Lissow Bau 1, 13)                  |              | Bauerngehöfte, bäuerliche Siedlung, um 1933 (Nr. 1, 2, 3, 4, 5, 9, 10, Lissow Bau 1, 13)                  |
| 1257 | Lindenallee                       | Gerichtssäule (Obelisk)                                                                                   |              | Gerichtssäule (Obelisk)                                                                                   |
| 1258 | Am Schloßpark 1/2/3/14/25 (Karte) | Gutsanlage mit Kapelle, Park mit Teepavillon, Baumalleen, Gärtnerei (Hof 3), Pferdestall und 2 Torhäusern |              | Gutsanlage mit Kapelle, Park mit Teepavillon, Baumalleen, Gärtnerei (Hof 3), Pferdestall und 2 Torhäusern |

### Drölitz
| ID   | Lage               | Bezeichnung                      | Beschreibung | Bild |
| ---- | ------------------ | -------------------------------- | ------------ | ---- |
| 1274 | Parkweg 15 (Karte) | Gutsanlage mit Gutshaus und Park |              |      |

### Jahmen
| ID   | Lage       | Bezeichnung                                                  | Beschreibung | Bild |
| ---- | ---------- | ------------------------------------------------------------ | ------------ | ---- |
| 1892 | Dorfstraße | Rundscheune und Fundament der gegenüberliegenden Rundscheune |              |      |

### Korleput
| ID   | Lage                | Bezeichnung     | Beschreibung | Bild |
| ---- | ------------------- | --------------- | ------------ | ---- |
| 1950 | Eichenweg 1 (Karte) | ehem. Forsthaus |              |      |

### Kritzkow
| ID   | Lage                      | Bezeichnung                                             | Beschreibung                             | Bild   |
| ---- | ------------------------- | ------------------------------------------------------- | ---------------------------------------- | ------ |
| 2021 | Dörpstraat 41             | Denkmal für Fritz Reuter im Hof der Fritz-Reuter-Schule |                                          |        |
| 2022 | Dörpstraat 29 (Karte)     | ehem. Schule mit Schulscheune                           |                                          |        |
| 2023 | An der Dorfstraße (Karte) | Kirche                                                  | Dorfkirche von 1320 und um 1900 erneuert | Kirche |
| 2024 |                           | Kriegerdenkmal 1914/1918                                |                                          |        |
| 2025 | Dörpstraat 28 (Karte)     | Pfarrhof, mit Pfarrhaus und Pfarrscheune                |                                          |        |

### Kronskamp
| ID   | Lage                            | Bezeichnung                                        | Beschreibung | Bild |
| ---- | ------------------------------- | -------------------------------------------------- | ------------ | ---- |
| 2028 | Otto-Lilienthal-Allee 9 (Karte) | Gedenkstätte für die Opfer des Zweiten Weltkrieges |              |      |

### Lissow Bau
| ID   | Lage                     | Bezeichnung | Beschreibung | Bild |
| ---- | ------------------------ | ----------- | ------------ | ---- |
| 2117 | Dorfstraße 2/3 (Karte)   | Wohnhaus    |              |      |
| 2118 | Dorfstraße 4 (Karte)     | Wohnhaus    |              |      |
| 2119 | Dorfstraße 9 (Karte)     | Wohnhaus    |              |      |
| 2120 | Dorfstraße 10/11 (Karte) | Wohnhaus    |              |      |
| 2121 | Dorfstraße 12/13 (Karte) | Wohnhaus    |              |      |

### Pölitz
| ID   | Lage                                | Bezeichnung                                     | Beschreibung | Bild |
| ---- | ----------------------------------- | ----------------------------------------------- | ------------ | ---- |
| 2189 | Unter den Linden (vor dem Gutshaus) | Gedenkstein Pogge, im Park des ehem. Gutshauses |              |      |
| 2190 | Unter den Linden 5 (Karte)          | Wasserpumpe beim ehem. Gutshaus                 |              |      |

### Rossewitz
| ID   | Lage                  | Bezeichnung      | Beschreibung | Bild           |
| ---- | --------------------- | ---------------- | --- | -------------- |
| 2216 | Rossewitz 1/2 (Karte) | Schloss und Park | Auf den Fundamenten der früheren Burg entstand für das Adelsgeschlecht Vieregge nach Plänen von Charles Philippe Dieussart zwischen 1657 und 1680 der frühbarocke Bau mit zwei Haupt-, zwei Mezzaningeschossen, einem hohen Kellergeschoss, mit zwei kurzen rückwärtigen Flügeln und einem Mittelrisalit sowie großem Festsaal mit Resten illusionistischer Architekturmalerei. Nach 1945 verfiel das Gebäude erheblich; es wurde ab 2004 im Privatbesitz renoviert. | Weitere Bilder |

### Schweez
| ID   | Lage                   | Bezeichnung  | Beschreibung | Bild |
| ---- | ---------------------- | ------------ | ------------ | ---- |
| 2243 | Schweez 22/22a (Karte) | Gutshaus     |              |      |
| 2244 |                        | ehem. Kirche |              |      |

### Striesenow
| ID   | Lage                     | Bezeichnung                       | Beschreibung                                                                           | Bild |
| ---- | ------------------------ | --------------------------------- | -------------------------------------------------------------------------------------- | ---- |
| 2271 | Diekhofer Straße (Karte) | Gutsanlage mit Gutshaus und Stall | Sanierter, 1-gesch. verputzter Bau von 1761 mit 2-gesch. Mittelrisalit und Mansarddach |      |

### Weitendorf
| ID   | Lage                     | Bezeichnung                                                    | Beschreibung | Bild |
| ---- | ------------------------ | -------------------------------------------------------------- | --- | ---- |
| 2290 | Schwaaner Straße (Karte) | Barockpark und Landschaftspark                                 | Park mit Turmhügel von 1763 ca. 200 m west-nordwestlich der Kirche |      |
| 2291 | Parkstraße               | Friedhof, Grabkapellen von 1816 und 1845 (Familie von Viereck) | Friedhof, Grabkapellen von 1816 und 1845 (Familie von Viereck) |      |
| 2292 | Parkstraße (Karte)       | Kirche                                                         | Flachgedeckte, rechteckige, einschiffige Dorfkirche aus Feldsteinen mit Chor aus dem 13. Jh.; Westturm mit barockem, geputztem, oberen Turmteil, achteckigen offenen Glockenturm und Glockenhaube. Innen: Altaraufbau mit zwei Gemälden und Kanzel mit Evangelistenfiguren am Korb vom 18. Jh. |      |

## Ehemalige Baudenkmale
| ID | Lage                          | Bezeichnung                                                  | Beschreibung                                                      | Bild                                  |
| -- | ----------------------------- | ------------------------------------------------------------ | ----------------------------------------------------------------- | ------------------------------------- |
|    | Laage, Am Markt 8             | Wohn- und Geschäftshaus                                      | abgerissen                                                        |                                       |
|    | Laage, Bahnhofstraße 28       | Villa                                                        | abgerissen                                                        |                                       |
|    | Laage, Hauptstraße 2          | Wohnhaus                                                     |                                                                   |                                       |
|    | Laage, Hauptstraße 3/4        | Wohnhaus mit Hintergebäude                                   |                                                                   |                                       |
|    | Laage, Hauptstraße 12         | Wohnhaus                                                     |                                                                   |                                       |
|    | Laage, Mühlenberg             | Galerie-Holländer mit Speichergebäude                        | Mühle von 1792, 1997 abgebrannt, Ruine noch 2020 erhalten.        | Galerie-Holländer mit Speichergebäude |
|    | Laage, Pinnower Straße 3      | Wohnhaus                                                     | abgerissen                                                        |                                       |
|    | Laage, Rosmarinstraße 11      | Wohnhaus                                                     | mit Neubau ersetzt                                                |                                       |
|    | Laage, Rosmarinstraße 12      | Wohnhaus                                                     | abgerissen                                                        |                                       |
|    | Laage, Rosmarinstraße 21      | Wohnhaus                                                     | mit Neubau ersetzt                                                |                                       |
|    | Laage, Straße des Friedens 49 | Wohnhaus, Kantoren- und Küsterhaus                           | seit Jahren leerstehend, im Jahr 2020 war eine Sanierung geplant. |                                       |
|    | Drölitz, Ortsausgang Nord     | ehemalige Schmiede                                           |                                                                   |                                       |
|    | Jahmen                        | Scheune                                                      |                                                                   |                                       |
|    | Kritzkow, Waldweg 3           | Fachwerkscheune Hof Voigt: Erste Hälfte des 18. Jahrhunderts |                                                                   |                                       |
|    | Kronskamp, Dorfstraße 17      | Gutshaus                                                     | 2004 abgebrannt                                                   |                                       |
|    | Schweez, Dorfstraße           | Landarbeiterhaus                                             |                                                                   |                                       |
|    | Schweez, Dorfstraße           | Landarbeiterhaus                                             |                                                                   |                                       |